# José Falcó Sanmartín
José Falcó Sanmartín (né le 27 septembre 1916 à Barcelone et mort le 10 mai 2014 à Toulouse) est un pilote d'aviation militaire espagnol qui a combattu dans les rangs républicains pendant la guerre d'Espagne et qui en est l'un des as, avec huit victoires officielles.

## Biographie
Né dans le Barrio Chino, de José Falcó et Sabina Sanmartín, il est l'aîné de trois enfants. Il fréquente l'Academia (lycée) où il est fasciné par le récit, fait par un de ses professeurs, du raid Espagne-Argentine réussi par le pilote Ramón Franco (frère du futur caudillo) en 1926. Dans le café que fréquente son père, il écoute les discussions des pilotes d'hydravions. Puis il travaille, tout en suivant des cours du soir pour devenir technicien. En 1936, il doit effectuer son service militaire : il parvient à se faire mobiliser dans la Marine, comme simple matelot sur la base navale de Barcelone. Puis surviennent les événements de 1936. Le gouvernement catalan lance une campagne de recrutement de pilotes. José Falcó se présente, est admis et est affecté à l'école d'Alcantarilla, près de Murcie, où il suit sa formation, démontrant ses capacités de futur pilote de chasse. 

### Premières missions

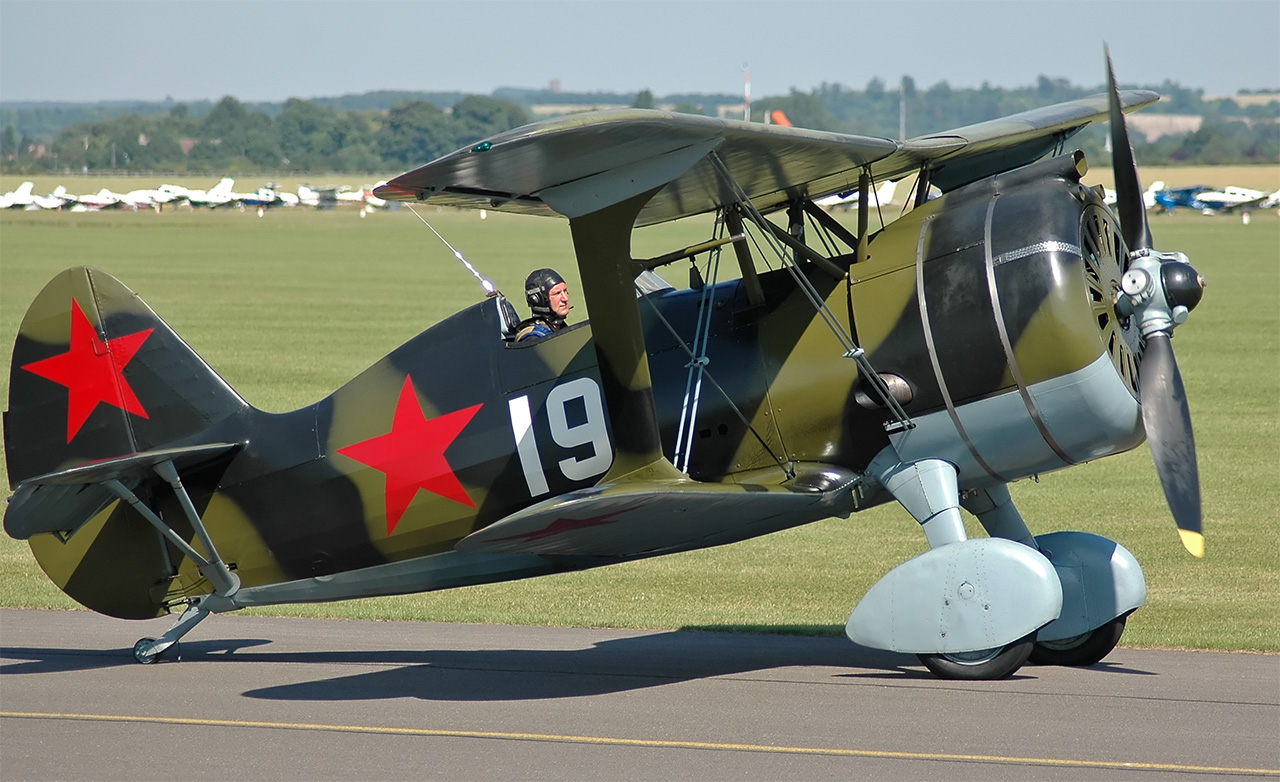
Le Polikarpov I-15, el Chato

Son brevet de pilote acquis, il est affecté au camp de Celra, près de Gérone. La 5e escadrille est dotée de Polikarpov I-15, surnommés Chato (« nez camus »).
Les missions de la 5e escadrille, basée à Sabadell, consistent à protéger Barcelone. Mais, pour compenser les pertes de l'aviation dans la bataille de Teruel, cette escadrille est dissoute. José Falco se retrouve à la 3e escadrille, basée à Sarrion.  Le 15 avril 1938, les nationalistes prennent Vinaroz, coupant en deux le territoire républicain. Le gouvernement de Barcelone décide une contre-offensive sur l'Èbre. Les nationalistes attaquent de nuit les ports qui reçoivent du matériel et des armes de l'Union soviétique. Ce sont des Heinkel 59 de la légion Condor, basés à Majorque, qui mènent ces attaques nocturnes. Pour l'aviation républicaine, il faut absolument les contrer, et pour cela disposer de pilotes formés aux missions de nuit. Comme il n'y en a aucun, c'est José Falcó qui est « désigné » volontaire. Il reçoit une formation, apprend à voler et atterrir de nuit, son Chato est aménagé et, pour la touche finale, Falcó fait peindre sur le fuselage la chauve-souris noire dans un cercle blanc qui devient sa marque distinctive. Il continue toutefois ses missions de jour : en juin 1938, son avion est touché par un Messerschmitt Bf 109, il rentre en vol plané et finit par un cheval de bois. Quelques jours plus tard, il abat un Fiat CR.32.

### Juillet 1938: missions de nuit
Pour les missions de nuit, la chasse tirait des balles de mitrailleuse alternées: une explosive, une incendiaire, une traçante, une perforante (dite antichar) et une normale.
L'offensive républicaine sur l'Èbre débute fin juillet 1938. Dans la nuit du 1er au 2 août, Falcó attaque un Heinkel He 59 en train de mitrailler une route et l'appareil ennemi doit se poser en mer. Les missions de nuit s'enchaînent, avec des fortunes diverses et quelques accidents sans gravité. En septembre, dans une mission de jour, dans un engagement avec des Messerschmitt de la légion Condor, il descend un appareil qui s'apprêtait à tirer sur un de ses camarades ayant sauté en parachute. Promu teniente (lieutenant) en octobre, Falcó remporte deux nouvelles victoires alors que la bataille de l'Èbre s'achève sur l'échec des républicains. Une escadrille de chasse de nuit a été créée à Sabadell. Son chef, Walter Katz, est abattu le 11 novembre par la DCA, José Falcó est appelé pour lui succéder.

### Janvier 1939: le doublé

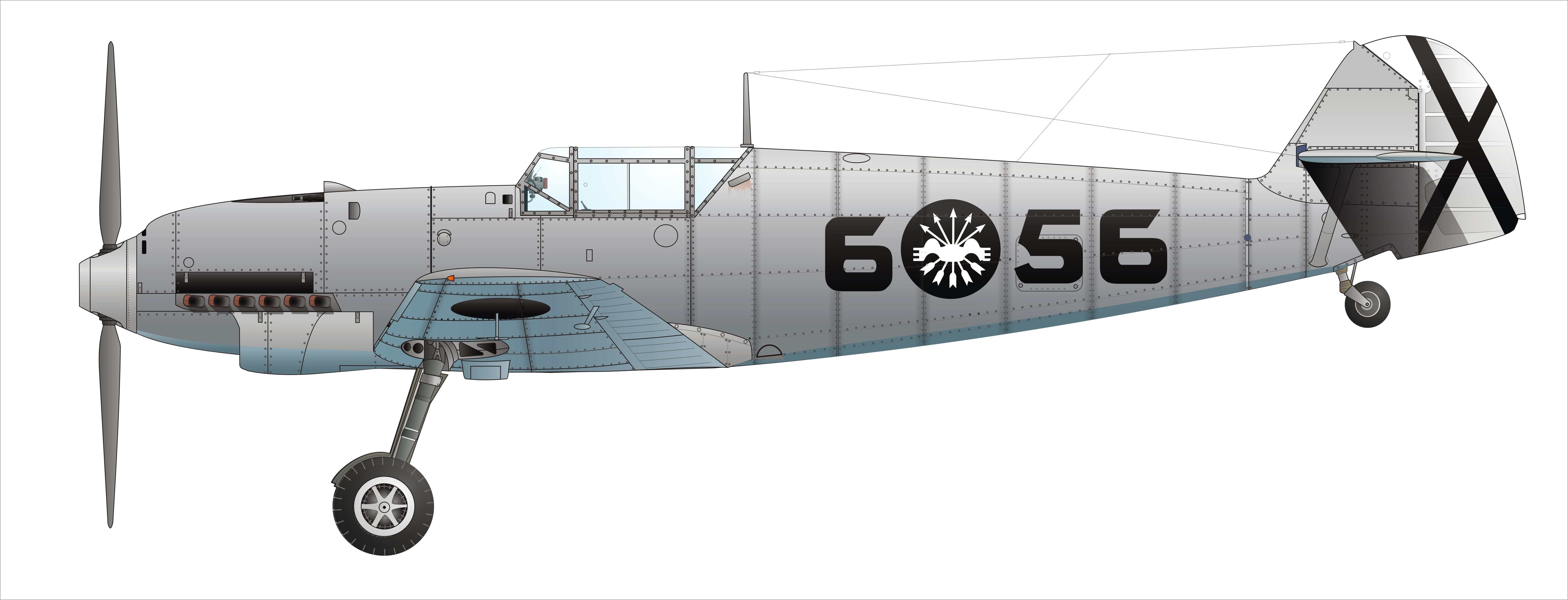
Messerschmitt Bf 109 C-1, Jagdgruppe 88 de la "Légion Condor"

Le 26 janvier 1939, les troupes franquistes entrent dans Barcelone. Le camp républicain s'est réduit à un petit territoire entre Barcelone et la frontière française. L'escadrille  de chasse de nuit, qui ne compte plus que trois avions sur six, se replie à Vilajuïga, où se regroupent les dernières forces aériennes républicaines. Le 6 février, le pilote d'un des trois Polikarpov I-16 partis en mission ne revient pas : il est passé dans le camp nationaliste et il leur a indiqué les positions des dernières unités. Dans l'après-midi, six chasseurs Fiat CR 32 mitraillent le terrain de Villajuiga. José Falcó n'a pas eu le temps de décoller et il fait le coup de feu contre les assaillants avec un fusil mexicain. Il atteint un pilote italien qui, blessé, doit se poser plus loin. Cette victoire ne lui sera pas décomptée. Puis de nouveaux avions républicains arrivent, en vue de repartir en direction de la France. Au matin, de nouveaux avions apparaissent : ce sont des Messerschmitt. Les Polikarpov décollent pour leur échapper et rejoindre la France. Falcó, dans le sien, décide d'engager le combat. il fonce vers deux Messerschmitt en tirant, en touche un, les croise. Après avoir fait demi-tour, il en voit un attaquant un Grumman Delfin. Il l'attaque à son tour, lui décoche plusieurs rafales. Dans une manœuvre un peu « limite », le moteur du Chato s'arrête. Comme il est trop bas pour espérer redémarrer, Falcó se pose en vol plané dans un champ, à plus de dix kilomètres du terrain. Il y revient en réquisitionnant un cheval, puis une moto. L'aérodrome est désert. il y trouve un Messerschmitt posé sur le ventre. Le pilote, agonisant, a été achevé et les républicains ont déposé son corps dans un caveau du cimetière de Villajuiga. Quant au premier appareil touché, il s'est écrasé non loin de là, tuant son pilote.
Après ces deux ultimes victoires, on lui décerne le grade de capitaine, mais il ne reste plus qu'à abandonner le terrain. José Falcó rejoint la frontière française en voiture, jusqu'au Boulou, où il se cache pendant plusieurs jours avec quelques camarades. Ensuite ils sont conduits dans les camps de concentration du Boulou, puis d'Argelès-sur-Mer, où les conditions de vie et d'hygiène sont particulièrement déplorables. Enfin ils sont transférés au camp de Gurs, près d'Oloron-Sainte-Marie.

### Exil
Les autorités françaises proposent aux aviateurs espagnols d'entrer dans l'armée de l'air. Si les mécaniciens trouvent en effet des emplois, ce n'est pas le cas des pilotes. La plupart partent vers le Mexique, ou vers l'URSS. José Falcó préfère rester en France. Grâce à un parent qui vit en Algérie, il a l'occasion de quitter le camp de Gurs pour partir à Alger. Il vit en Algérie de petits travaux où ses talents de mécanicien se révèlent très utiles. Ses demandes réitérées d'intégrer l'Armée de l'Air n'aboutissent pas. Un de ses employeurs l'aide à obtenir une carte de travailleur étranger. Il rencontre et épouse une jeune fille d'origine espagnole, qui décède peu de temps après de diabète. il se remariera en 1951. Il vit donc et travaille en Algérie, obtenant en 1953 la nationalité française. La guerre d'Algérie l'oblige à s'éloigner des zones dangereuses, il travaille alors dans la Marine à Oran. Enfin il rentre en métropole et travaille à Toulouse, comme mécanicien civil dans le groupe de gendarmerie régional, poste qu'il occupe jusqu'à sa retraite en 1976.
Avec la mort du général Franco, il obtient, comme ses camarades aviateurs, sa réintégration dans les cadres de l'aviation militaire espagnole. Il est nommé colonel de réserve en 1980.
Membre actif d'associations d'anciens combattants, il se battait pour faire revivre la mémoire des événements de cette période.

### Décès
Il meurt le 10 mai 2014 à Villariès.

## Sources
- David Méchin, Un as républicain de la guerre d'Espagne : José Falcó Sanmartín, in Avions, no 154, novembre-décembre 2006, éditions Lela Presse
- Icare, 1936-1939, la guerre d'Espagne, no 130, 1989/3